# Limnophora tigrina
Limnophora tigrina är en tvåvingeart som först beskrevs av Am Stein 1860.  Limnophora tigrina ingår i släktet Limnophora och familjen husflugor. Arten är reproducerande i Sverige. Inga underarter finns listade i Catalogue of Life.

## Bildgalleri

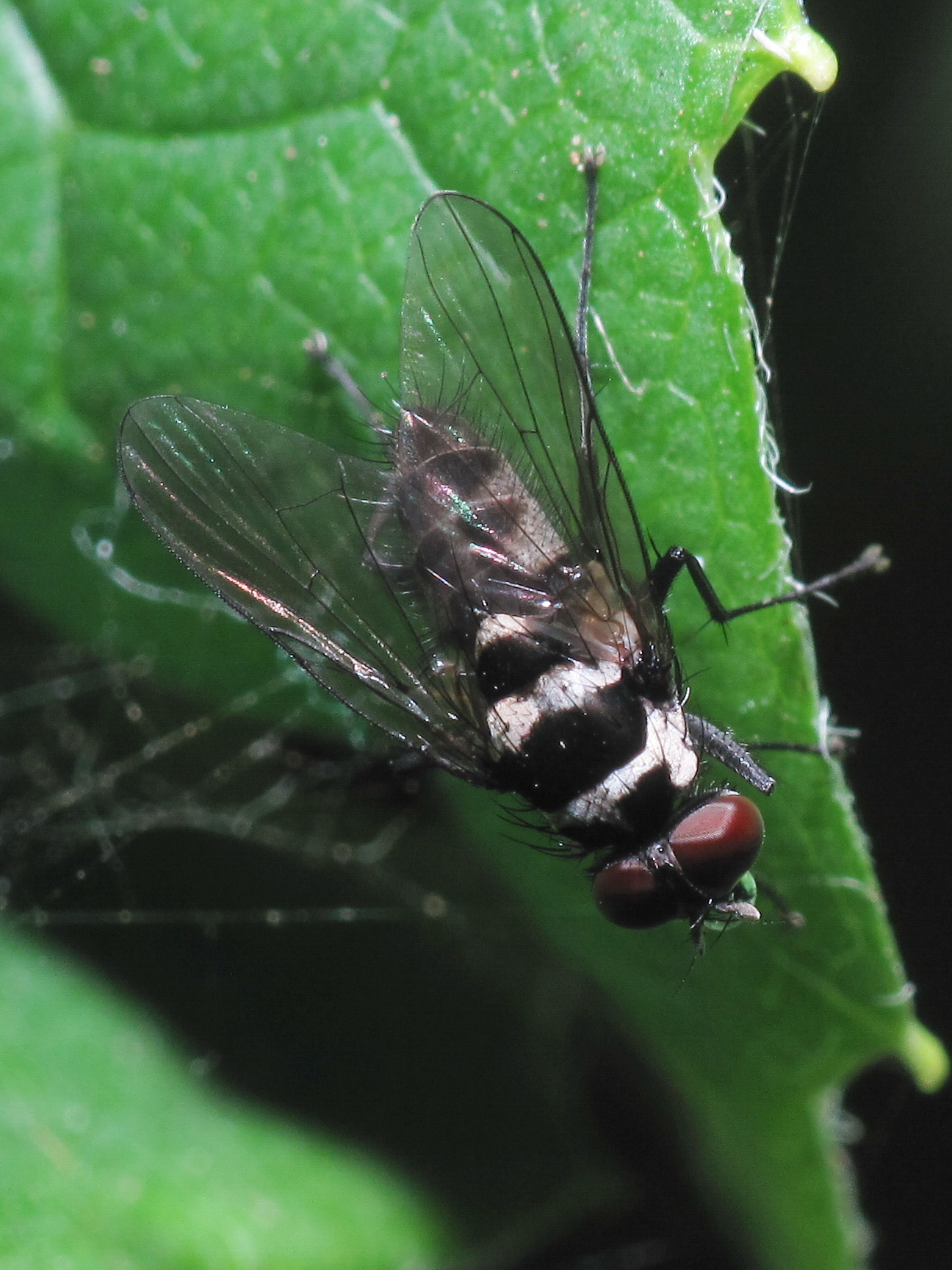
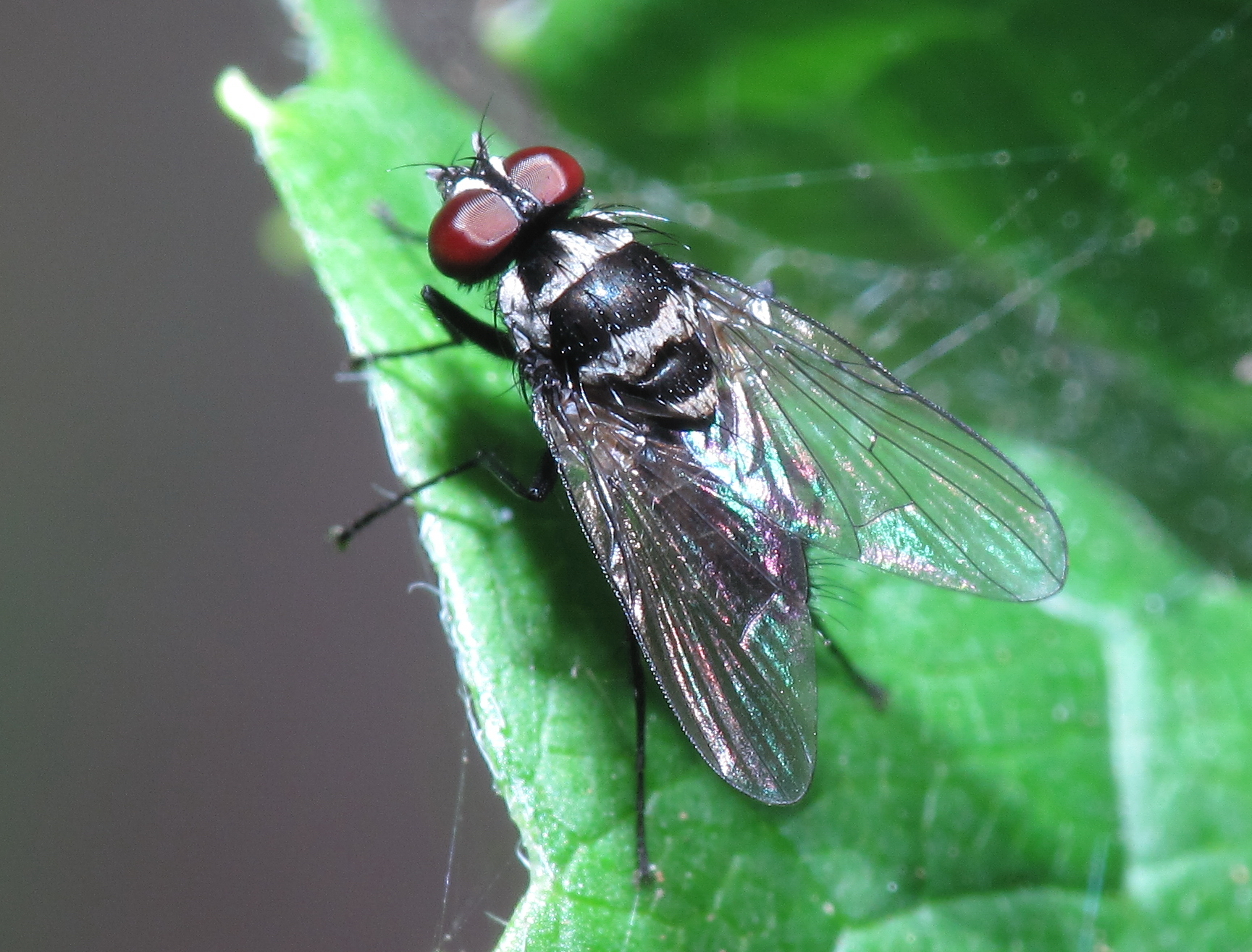